# Lola Álvarez Bravo
Lola Álvarez Bravo (Lagos de Moreno, 3 aprile 1903 – Città del Messico, 31 luglio 1993) è stata una fotografa messicana, la prima nel suo paese.
È stata insignita nel 1964 del Premio José Clemente Orozco dallo Stato di Jalisco, per i suoi contributi alla fotografia e i suoi sforzi per preservare la cultura del Messico. Le sue opere sono state incluse nelle collezioni permanenti di vari musei internazionali, tra cui il Museum of Modern Art di New York.

## Biografia
Álvarez nacque in una piccola città di Jalisco, ma nel 1906 si trasferì a Città del Messico con suo padre quando i suoi genitori si separarono. Per un decennio, visse con suo padre in una grande villa, ma alla sua morte fu mandata in collegio. Nel 1922 si iscrisse alla Escuela Nacional Preparatoria, dove conobbe Frida Kahlo. Nel 1925 si sposò con Manuel Álvarez Bravo, per poi separarsi nel 1934.
All'inizio della sua carriera come insegnante, assunse vari incarichi fotografici per riviste e giornali, diventando una delle poche fotoreporter donne che lavorano a Città del Messico. Nel 1935, iniziò a catalogare fotografie nel Dipartimento della Pubblica Istruzione e due anni dopo fu assunta per gestire i seminari di fotografia dell'Università Nazionale Autonoma del Messico, dove rimase fino al suo pensionamento nel 1971.
Oltre al suo contributo alla pubblicità e al fotogiornalismo, scattò molte fotografie dei suoi amici artisti e nel 1951 aprì la Galeria de Arte Contemporáneo per promuovere il loro lavoro. Nel 1953 alla Galeria ha ospitato l'unica mostra delle opere di Frida Kahlo tenutasi in Messico artista era ancora in vita. Il suo archivio fotografico si trova presso il Center for Creative Photography di Tucson in Arizona negli Stati Uniti.